# Yochai Benkler

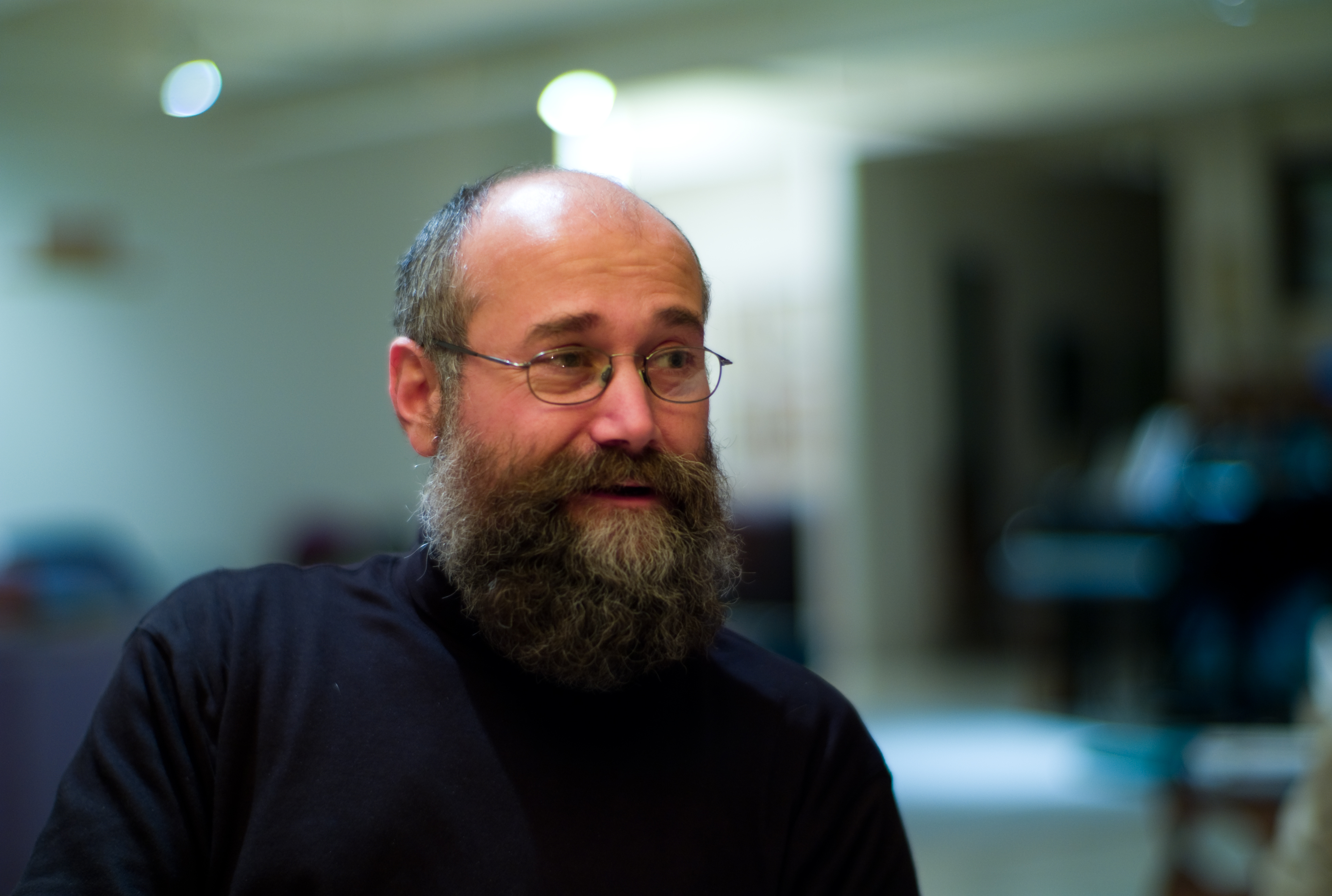
Yochai Benkler

Yochai Benkler (* 1964) ist Juraprofessor an der Harvard Law School. Er beschäftigt sich unter anderem in seinem Buch The Wealth of Networks und in dem Aufsatz Coase's Penguin mit Fragen der Netzwerkproduktion und des Urheberrechts.

## Leben
Benkler machte – nach dem Militärdienst und einigen Jahren in einem Kibbuz – 1991 an der Universität von Tel Aviv seinen Bachelor of Laws und 1994 an der Harvard Law School seinen Juris Doctor. Er arbeitete von 1994 bis 1995 in einer amerikanischen Anwaltskanzlei und danach, von 1995 bis 1996, als Clerk am U.S. Supreme Court beim Richter Stephen Breyer.
1996 wurde er erst Dozent (Assistant Professor), dann ordentlicher Professor an der New York University School of Law, mit Gastaufenthalten an der Yale Law School und der Harvard Law School.
Im Jahr 2003 wurde er an die Yale Law School berufen. Im Jahr 2007 wurde er “Jack N. and Lillian R. Berkman”-Professor für Entrepreneurial Legal Studies an der Harvard Law School sowie Co-Direktor des Berkman Center for Internet & Society an der Harvard University.

## Werk
Benklers Forschungsinteresse bezieht sich vor allem auf die gemeinsame Produktion von Gütern und Bewirtschaftung von Ressourcen in Netzwerken mit Allmende-Charakter. Dabei beschäftigt er sich mit Produktionsweisen in der Informationsökonomie, die auf kollektivem Lernen und Teilen von Wissen („information-sharing“) beruhen, wie sie etwa für Freie- und Open-Source-Software oder auch Wikipedia charakteristisch sind. Er bezeichnet dies als Social Sharing oder Commons-based peer production und sieht es als eine dritte Art der ökonomischen Produktion neben Märkten und zentraler Planwirtschaft an.
Diese Thesen führt Benkler in seinem unter einer Creative-Commons-Lizenz veröffentlichten Buch The Wealth of Networks aus. Benkler stellt darin die Hypothese auf, dass eine Kultur, in der Informationen frei getauscht werden, sich als ökonomisch effizienter erweisen könnte als eine, in der Innovationen durch Patente und Urheberrecht erschwert werden.